# Hans Angerer (Politiker)

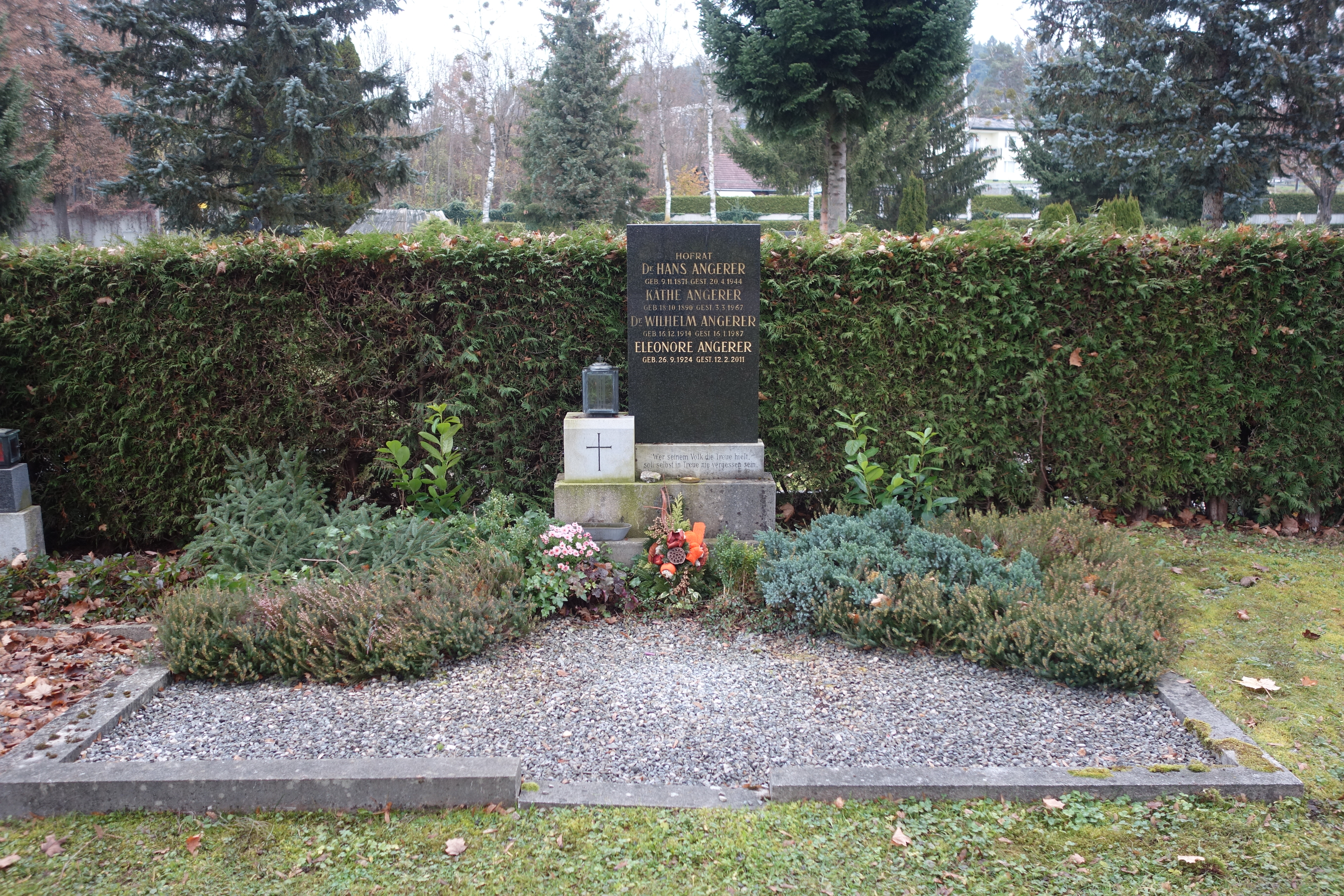
Grabstein von Hans Angerer am Zentralfriedhof Annabichl in Klagenfurt

Hans Angerer (laut Taufbuch Johannes) (* 9. November 1871 in Teuchl, Kärnten; † 20. April 1944 in Klagenfurt) war ein österreichischer Geograph, Geologe und Politiker (Großdeutsche Vereinigung, Großdeutsche Volkspartei). Er war 1919/20 Mitglied der Konstituierenden Nationalversammlung und anschließend bis 1927 Abgeordneter zum Nationalrat.

## Leben
Hans Angerer wurde als Sohn von Johann Angerer (* 26. Januar 1836; † 1. August 1912) und dessen Frau Maria geb. Sagerschnig (* 17. März 1843; † 8. November 1926), einer Bergbauernfamilie im Teichlgraben, geboren. Er war zunächst römisch-katholisch und heiratete am 17. April 1900 Maria Dornkasch (* 21. September 1875; † 11. September 1913). Aus der Ehe gingen zwei Söhne und eine Tochter hervor. Am 17. Juli 1907 konvertierte er zur Evangelische Kirche A.B. Nach dem Tod der ersten Ehefrau heiratete er am 17. Februar 1914 in zweiter Ehe Katharina König (* 18. Oktober 1890; † 3. Märtz 1967). Aus der zweiten Ehe stammten jeweils drei Töchter und Söhne.
Er besuchte die Volksschule und ab 1884 das Klagenfurter Gymnasium. 1892 kam er zum Studium der Geschichte und Geographie nach Wien, wo er Schüler von Oswald Redlich und Albrecht Penck wurde. Nach seinem Studium wurde Angerer 1898 Gymnasialprofessor in Klagenfurt. Als Geograf war er ein bedeutender Gletscherforscher, der sich u. a. mit Forschungen zum Pasterzegletscher befasste.
Er wurde mit dem Kärntner Kreuz 1. Klasse und 1935 mit dem Titel Hofrat ausgezeichnet.

## Politik
Ab 1902 engagierte sich Angerer in deutschnationalen Vereinen und Parteien. Er war 1906 Gründungsmitglied des Vereines der Alldeutschen in Kärnten und später dessen Obmann. Er war in den Jahren 1907 bis 1933 Abgeordneter zum Kärntner Landtag (10. Wahlperiode, Provisorische Landesversammlung, 14. und 15. Gesetzgebungsperiode). Nach dem Ersten Weltkrieg war er 1918/19 Mitglied des provisorischen Kärntner Landesausschusses, wo er dem Wehrreferat vorstand und damit Verantwortung für den Kärntner Abwehrkampf gegen den SHS-Staat trug. In den Jahren 1927 bis 1931 gehörte er als Landesrat der Kärntner Landesregierung an. Außerdem war er Mitglied des Zentralausschusses des Vereins Freie Schule für Kärnten.
Vom 4. März 1919 bis zum 9. November 1920 war er Mitglied der Konstituierenden Nationalversammlung und vom 10. November 1920 bis zum 18. Mai 1927 während der I. und II. Gesetzgebungsperiode Abgeordneter zum Nationalrat für die Großdeutsche Volkspartei.